# Ilija Gregorić

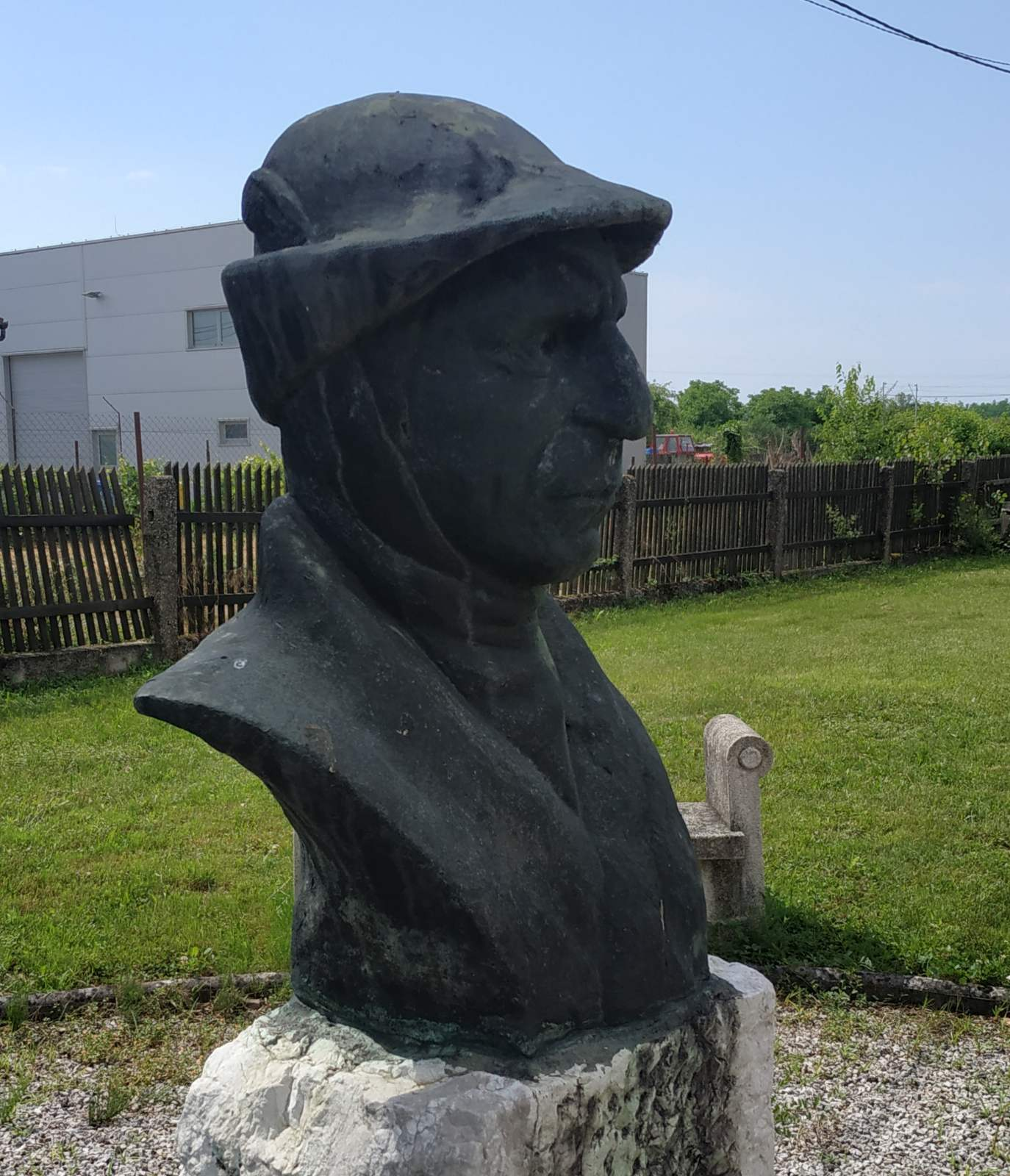
Büste von Ilija Gregorić im Museum von Brdovec

Ilija Gregorić (* um 1520 in Ribnik; † 1574 in Zagreb) war zunächst ein kroatischer Grenzwächter und Militärangehöriger in der Militärgrenze des Habsburgerreiches. Später wurde er bekannt als Rebell und oberster Militärbefehlshaber der aufständischen Bauern des kroatisch-slowenischen Bauernaufstands im Jahr 1573.

## Leben
Ilija Gregorić wurde im Jahr 1520 in Ribnik, in der Nähe von Karlovac geboren. Über seine Kindheit und Jugend ist nichts bekannt.
Als Soldat nahm Ilija Gregorić an verschiedenen Kämpfen gegen die Osmanen teil, dabei wurde er in den Jahren 1545 und 1568 von seinen Gegnern gefangen genommen, aus deren Gefangenschaft er aber beide Male fliehen konnte.
Um 1550 ließ er sich in Brdovec nieder das damals zur Herrschaft Susedgrad-Stubica gehörte und sich im Besitz der Adelsfamilie Hennyngh befand. Dort besaß er einen Grundbesitz, betrieb Handel und diente gleichzeitig als Soldat an der Grenze.

## Bauernaufstand
Bereits in den Jahren 1571 und 1572 formierte sich ein Widerstand der unzufriedenen Bauern unter Führung von Matija Gubec, nachdem der damalige Gutsherr Franjo Tahy weitere Steuern erlassen hat und es immer wieder zu Gewalttaten seiner Soldaten an den Leibeigenen kam. Im Jahr 1572 wurde Ilija Gregorić aufgrund seiner militärischen Kenntnisse und Erfahrungen als auch seiner guten Verbindungen zu den Uskoken im Žumberak-Gebirge zum obersten Militärkommandeur der aufständischen Bauern gewählt. Er erstellte einen ausgereiften und umfassenden Militärplan und befehligte den wichtigsten Teil der Bauernarmee, deren Aufgabe es war, den Aufstand außer auf dem kroatischen Gebiet in Zagorje auch auf slowenisches Gebiet und bis zur Adriaküste auszudehnen.
Der Aufstand begann in der Nacht vom 27. auf den 28. Januar 1573 mit einem Angriff der Bauernarmee auf Cesargrad in der Nähe von Klanjec. Nach der erfolgreichen Eroberung und anschließenden Zerstörung von Cesargrad vereinigten sich am 4. Februar 1573 alle Rebellen und Aufständischen aus der Region zwischen Susedgrad, Brdovec und Donja Stubica zu einer großen Armee. Ein Teil dieser sollte Krško angreifen, während Ilija Gregorić sich mit seinen Truppen auf dem Weg nach Celje machte. Dieser Vorstoß musste abgebrochen werden, nachdem die Verhandlungen mit den Uskoken als Bündnispartner scheiterten und er über die Niederlage bei Krško in Kenntnis gesetzt wurde. Weitere Verluste und Niederlagen der Bauern mussten hingenommen werden und die Moral der Aufständischen wurde dadurch sehr geschwächt.
Die entscheidende Schlacht zwischen den Aufständischen und dem kroatischen Adel ereignete sich am 9. Februar 1573, als die Bauernarmee durch das Heer der königstreuen Truppen unter dem Kommando von Gašpar Alapić, in der Nähe von Stubičke Toplice vernichtend geschlagen wurden. Ilija Gregorić konnte an dem Tag entkommen, wurde aber am 20. Februar 1573 in der Gegend von Jasenovac verhaftet und nach Wien zum Verhör gebracht.
Nach Abschluss der dortigen Ermittlungen überstellte man ihn wieder nach Zagreb, wo er im Jahr 1574 hingerichtet wurde.